# Attilio Sassi
Attilio Sassi (Castel Guelfo di Bologna, 6 ottobre 1876 – Roma, 24 giugno 1957) è stato un sindacalista e anarchico italiano.
Antifascista perseguitato. Fu una figura popolare nel Sindacato Minatori in Valdarno, fondatore con Giuseppe Di Vittorio della Unione Sindacale Italiana e dirigente nazionale della CGIL nel secondo dopoguerra.

## Biografia
Attilio cresce in un ambiente di fervente ribellione sociale, di forte attrazione verso le idee dell'illustre conterraneo Andrea Costa. Dopo le scuole elementari, viene avviato al lavoro di muratore. A 19 anni emigra con la famiglia in Brasile per lavorare al diboscamento delle foreste, poi nelle miniere di manganese nel Minas Gerais. Qui, nei ranghi di un sindacalismo che è ormai elemento di caratterizzazione dell'emigrazione europea in Sud America, svolge il suo apprendistato pratico e teorico, mentre culturalmente si forma attingendo alla vulgata rivoluzionaria indotta dalle letture di Arturo Labriola e di Georges Sorel. In un clima di fermenti politici, culturali e sociali, nel duro lavoro in miniera egli matura le sue idee libertarie. Una volta rimpatriato, si impegna nella attività sindacale.
Nel 1905 si sposa con Maria Lucia Coralupi e soggiorna per un breve periodo in Svizzera. Dal matrimonio nasceranno cinque figli: tre morti in tenera età, cui seguono Eliseo (1912), Edera (1915). Riveste le cariche di segretario del sindacato muratori di Imola, del sindacato lavoratori della terra di Piacenza, della Lega barrocciai di Crevalcore. È schedato come anarchico per la sua attività di organizzatore, di pubblicista e di conferenziere, noto a tutti per l'irruenza dei suoi comizi. Intrattiene relazioni epistolari con esponenti anarchici e socialisti in Italia e all'estero, con Luigi Fabbri e con Errico Malatesta. Milita nel gruppo anarchico “Amilcare Cipriani” di Imola; collabora alle testate emiliano romagnole “Il Pungolo”, “La Voce proletaria”, “Agitatore”. È denunziato, processato e però assolto per aver svolto propaganda anticlericale. Aderisce alla corrente sindacalista rivoluzionaria che, al congresso di Parma del 1907, si costituisce in Comitato nazionale dell'Azione Diretta. Promuove con altri la scissione dai confederali e la fondazione della Unione Sindacale Italiana (Modena, novembre 1912).
Durante il periodo bellico la polizia segnala la sua presenza a riunioni clandestine, sia di carattere antimilitarista che sindacale, in Emilia, Lombardia e Toscana. Scrive articoli su “La Voce proletaria”, invia corrispondenze a “Guerra di Classe” e “Volontà”.

## Sindacalista dei minatori
Dal 1917 dirige le leghe minatori aderenti alla Unione Sindacale Italiana in Valdarno. Qui il sindacato conta cinquemila organizzati per un settore strategico nell'economia nazionale di guerra. Nel 1919 i minatori del Valdarno guidati da Sassi, primi al mondo insieme ai cavatori di Carrara, conquistano la giornata di sei ore e mezza.
A seguito dei moti "rivoluzionari" del 23 marzo 1921 in Valdarno è condannato a sedici anni di reclusione e un anno di vigilanza speciale quale istigatore morale dell'insurrezione antifascista. Il sindacalista romagnolo è sottoposto a trattamento carcerario duro e subisce trasferimenti dalle prigioni di Perugia a quelle di Spoleto e Portolongone.
Scarcerato nel 1925 per indulto, si stabilisce a Imola. Da allora viene sottoposto a stretta vigilanza da parte della polizia. Nel 1928, a seguito di denuncia della questura di Roma, città dove nel frattempo si era trasferito, è disposta la sua assegnazione al confino di polizia di Ponza per cinque anni. Il provvedimento viene però commutato in ammonizione alla fine dello stesso anno. Dopo brevi soggiorni a Torre Pedrera e a Ravenna, per motivi di lavoro, nel 1930 è di nuovo nella capitale, dove continua ad essere vigilato. Alla divisione polizia politica risulteranno per il 1934 contatti con elementi antifascisti rifugiati in Francia.

## Nella CGIL
Alla caduta del fascismo contribuisce alla riorganizzazione della CGIL e, dopo la liberazione, riprende i primi giri di propaganda nelle zone minerarie di tutt'Italia. Eletto segretario generale della Federazione Italiana Minatori e Cavatori (FIMEC), la sua attività ufficiale in seno alla CGIL unitaria ha inizio con il convegno sindacale dell'Italia liberata (Roma, settembre 1944).
Nel dicembre 1945 è a Firenze per il 1º congresso nazionale della FIMEC dove propone e fa votare una mozione per le sei ore giornaliere, per il collocamento in pensione dopo 25 anni di miniera e comunque al compimento del sessantesimo di età.
Chiamato a Roma da Giuseppe Di Vittorio sarà fortemente impegnato nella contrattazione di livello federale.
Al II congresso nazionale della FIMEC (Firenze, febbraio 1947) relaziona sui processi di razionalizzazione produttiva in atto e sugli obiettivi economici e morali. Il congresso si pronuncia per l'unità sindacale al di fuori delle correnti politiche, per il diritto di sciopero e contro la serrata.
Al III (Firenze 1948) e IV (Massa Marittima 1949) congresso della FILIE (Federazione Italiana dei Lavoratori delle Industrie Estrattive, secondo la nuova denominazione “unitaria”) interviene sui consigli di gestione, “per un controllo dei lavoratori sulla produzione nel campo tecnico-amministrativo”, e sulle nazionalizzazioni.
Nell'ottobre 1949 a Genova, al II congresso nazionale della CGIL, si segnala un suo intervento, polemico ma molto applaudito. Esprime il suo vibrato dissenso: contro il vezzo di promuovere la formazione di commissioni tecniche e di studio con l'apporto di elementi vicini agli industriali o al governo; contro le correnti e per l'unità al di fuori e al di sopra dei partiti politici, per un maggior spazio ai comitati operai piuttosto che a deputati o senatori; per lo sciopero quale diritto dei lavoratori da difendere a oltranza.
Nel 1950 appoggia la gestione ‘illegale’ delle miniere del Valdarno. I lavoratori respingono i ricatti della Mineraria che ha intimato loro di cessare l'attività autogestita. Sassi, dalle colonne di “Umanità Nova” istiga ancora alla resistenza, come trent'anni prima. “[...] i minatori lotteranno sino all'estremo delle loro forze e, se sarà necessario, interverranno altre forze in aiuto per far sì che anche in questa lotta i minatori possano raggiungere la vittoria”. E la vittoria arriva dopo 52 giorni di mobilitazione.
Al III congresso della CGIL (Napoli, 26 novembre - 3 dicembre 1952) la corrente “anarcosindacalista” interviene nel dibattito con propri esponenti membri del direttivo confederale, dirigenti del sindacato minatori, delegati di grandi fabbriche. Sassi, dopo aver svolto una sua relazione in tema di salario operaio, critica ancora le interferenze dei partiti politici nella vita organizzativa del sindacato.
All'età di ottant'anni fa il suo ultimo intervento in un congresso nazionale della CGIL (il IV a Roma, 27 febbraio-4 marzo 1956). Con grande energia denuncia quelli che ritiene gli errori più gravi commessi dall'organizzazione, nell'accettazione della scala mobile (“miseria stabile”), del regolamento per le commissioni interne, nell'impostare le lotte “con un minimo di sacrificio, con la speranza vana di un massimo risultato”. Sulle nazionalizzazioni, un tema che ormai pare acquisito in tutta la sinistra sindacale e politica, e sulle nuove funzioni confederali prospettate da “sindacato del controllo”, avanza serie riserve.
Muore a Roma il 24 giugno del 1957. I funerali sono seguiti da una folla di amici e compagni. Ci sono i minatori del Valdarno e i cavatori di Carrara, ci sono rappresentanti della CGIL, della Federazione Anarchica Italiana, del PCI, e c'è Di Vittorio. L'orazione funebre è pronunciata da Armando Borghi.
Nel 2001 il comune di Cavriglia delibera di intestargli la strada principale del Villaggio Minatori a Santa Barbara.